# Pukovac
Pukovac (Пуковац) ist ein serbisches Dorf in der Gemeinde Doljevac im Okrug Nišava.
Pukovac liegt 197 Meter über dem Meeresspiegel in einer durch die Südliche Morava gebildeten Ebene, die überwiegend landwirtschaftlich genutzt wird. Im Lauf der Zeit ist der Ort mit dem südlich angrenzenden Ort Brestovac zusammengewachsen. Östlich von Pukovac führt die Autobahn Belgrad–Niš–Preševo(–Skopje) mit einer eigenen Anschlussstelle vorbei. Im Nachbarort Brestovac gibt es einen Bahnhof an der Bahnstrecke Niš–Preševo.
Nach der Volkszählung von 2002 lebten in Pukovac 3.956 Einwohner. Das Durchschnittsalter liegt bei 39,4 Jahren (38,6 für Männer und 40,2 für Frauen).